# Medicina indígena de México
La medicina tradicional indígena forma parte de la cosmovisión de los pueblos originarios de América y de su conocimiento así como su relación con el entorno en el que habitan. Todos los pueblos tienen alguna forma de nombrar a las plantas, animales y elementos naturales en sus propias lenguas. Esto conlleva un amplio conocimiento del territorio que habitan; territorio entendido no solo como un espacio geográfico, sino como algo que forma parte de su identidad.
En múltiples ocasiones, la medicina tradicional indígena ha representado la única opción de prevención y curación de enfermedades para los habitantes de las comunidades originarias; esto debido principalmente a la exclusión y a la pobreza extrema en la que viven, así como por la carencia de servicios de salud que los gobiernos no han podido garantizar.

## Visión indígena
La medicina tradicional indígena se considera uno de los pilares fundamentales de la cultura indígena, ya que a través de ese conocimiento ancestral y su comunión con la naturaleza, las comunidades han podido sobrevivir a los esquemas impuestos por la economía de mercado. Estos saberes, que datan desde los orígenes mismos de la humanidad, no solo sirven para el cuidado individual, sino también de la defensa de los derechos colectivos, ya que la preservación de este conocimiento refuerza la cultura originaria de las comunidades y confronta la explotación desmedida de los recursos naturales de su territorio por parte de las grandes empresas.
Para la medicina tradicional indígena, las plantas no son únicamente parte de la dieta general, sino también utensilios cruciales para crear arte, magia o curar las enfermedades. A su vez, para todas las antiguas culturas originarias, la naturaleza está inmersa en una sabiduría superior que los humanos irán descubriendo, y que incluso los llevó a conformar un acervo de plantas de poder, utilizadas con fines rituales y místicos.

## Marco jurídico internacional
De acuerdo con el artículo 25, fracción II del Convenio 169 de la Organización Internacional del Trabajo sobre Pueblo Indígenas y Tribales en países independientes, «los servicios de salud deberán organizarse, en la medida de lo posible, a nivel comunitario. Estos servicios deberán planearse y administrarse en cooperación con los pueblos interesados y tener en cuenta sus condiciones económicas, geográficas, sociales y culturales, así como sus métodos de prevención, prácticas curativas y medicamentos tradicionales».
Así mismo, el artículo 24 de la Declaración de las Naciones Unidas sobre los Derechos de los Pueblos Indígenas dice, en sus dos fracciones que:
1. Los pueblos indígenas tienen derecho a sus propias medicinas tradicionales y a mantener sus prácticas de salud, incluida la conservación de sus plantas medicinales, animales y minerales de interés vital. Las personas indígenas también tienen derecho de acceso, sin discriminación alguna, a todos los servicios sociales y de salud.
2. Las personas indígenas tienen igual derecho a disfrutar del nivel más alto posible de salud física y mental. Los Estados tomarán las medidas que sean necesarias para lograr.

## Propuestas sobre la medicina tradicional indígena en México
El Programa Universitario México Nación Multicultural - UNAM y la Secretaría de los Pueblos y Culturas Indígenas del estado de Guerrero realizaron foros de consulta en 2009 acerca del derecho a la salud y la medicina tradicional. Algunas de las principales propuestas de los pueblos al respecto fueron:
- Legislar una ley que adopte la preservación de las plantas medicinales tradicionales, el reconocimiento de las medicinas tradicionales y la implementación de la capacitación a parteras-médicos tradicionales para mejorar su trabajo.
- Convocar encuentros regionales para el intercambio de experiencias de uso y manejo de las medicinas tradicionales, y de los brebajes elaborados con plantas de la región.
- Construcción de laboratorios en zonas estratégicas de las regiones indígenas para la elaboración de medicamentos naturales.
- Reconocimiento, capacitación y certificación de los practicantes de la medicina tradicional y otorgarles gratificación económica.

En 2012, el mismo programa sostuvo foros de consulta en Chiapas, con las siguientes demandas:
- Revaloración, reconocimiento y fortalecimiento de la medicina tradicional; apoyo por parte del gobierno para que existan ambos tipos de medicina en los centros de salud.
- Fortalecimiento de los médicos tradicionales mediante capacitación e intercambio de saberes y apoyo a su labor.
- Instalación de viveros con plantas medicinales.
- Promover la construcción de centros de salud especializados en medicina tradicional.
- Introducir la medicina indígena y herbolaria al sistema de salud.
- Asignar mayor financiamiento a programas de apoyo a la medicina tradicional.

## Retos
La medicina tradicional indígena tiene muchas características positivas entre las que se incluyen: diversidad y flexibilidad; accesibilidad y asequibilidad en muchas partes del mundo; amplia aceptación entre muchas poblaciones de países en vías de desarrollo; aumento de la popularidad en países desarrollados: un coste comparativo relativamente bajo; bajo nivel de inversión tecnológica; y una creciente importancia económica.
Entre los principales retos se incluye: los distintos grados con los que la reconocen los gobiernos; la falta de evidencia científica respecto a la eficacia de muchas de sus terapias; dificultades relacionadas con la protección de los conocimientos indígenas de la medicina tradicional; y problemas a la hora de asegurar su uso correcto.
En el año 2000, el Comité Regional de la OMS para África, al que acudieron 25 ministros de sanidad, pidió apoyo para la creación de un entorno capacitador para la medicina tradicional indígena; el desarrollo de guías para la formulación y evaluación de políticas nacionales sobre medicina tradicional; y el desarrollo de mecanismos para mejorar los entornos económicos y normativos para la producción local de medicinas tradicionales. En términos muy parecidos se expresó la Oficina Regional de la OMS para el Sudeste Asiático (SEARO) en 1999 y el Foro Gubernamental sobre Medicina Tradicional en China en el 2000, y la 9.ª reunión ICDRA (Conferencias Internacionales de las Autoridades Normativas sobre Fármacos) en 1999.
Los gobiernos chino e indio están preocupados por cómo utilizar mejor la medicina tradicional para reforzar la atención sanitaria primaria en áreas remotas. En África, muchos países están buscando los medios para hacer el mejor uso de los recursos de medicina tradicional local y cómo hacer de la medicina tradicional un componente integrado de paquetes sanitarios mínimos. Para los Estados miembro europeos de la OMS, la seguridad y la calidad, la licencia de los proveedores y los niveles de formación, las metodologías y las prioridades para la investigación, se han convertido rápidamente en temas de gran importancia.

## Recursos[6]

### Secretaría de la Commonwealth
Además de buscar la promoción de la democracia y el buen gobierno, y de servir como plataforma para la construcción del consenso global, la Commonwealth es una fuente de ayuda práctica para el desarrollo sostenible. Esto último ha incluido recientemente la promoción de la producción de medicinas con base de hierbas. La Secretaría ha proporcionado fondos limitados para apoyar a países africanos anglófonos para la elaboración de medicinas con base de hierbas y a finales del año 2000 organizó un Foro sobre Plantas Medicinales en Ciudad del Cabo, Sudáfrica.

### Agencia Europea para la Evaluación de Medicamentos (AEEM)
En 1997, la AEEM estableció un Grupo de Trabajo sobre Productos Medicinales con Base de Hierbas. El grupo actúa como un foro para los Estados miembro a fin de intercambiar información y experiencia sobre productos medicinales con base de hierbas.

### Cooperativa Científica Europea sobreFitoterapia(ESCOP)
El Comité Científico de la ESCOP ha completado varios monográficos europeos que resumen los usos medicinales de las plantas (incluyendo su seguridad). La ESCOP considera esta actividad esencial para la armonización. Para 1992 se habían publicado quince monográficos. Desde entonces, la atención se ha centrado en la elaboración de sumarios de las características de los productos sobre fármacos de plantas individuales, principalmente para las cuales ya existen monográficos farmacológicos europeos o nacionales.

### Unión Europea
La UE se centra en dos aspectos de la medicina tradicional indígena: política y legislación y el estudio de la medicina “no convencional”. Un proyecto recientemente finalizado COST (Cooperación Europea en el campo de la investigación Científica y Técnica) examinó las diferencias entre la medicina llamada convencional y la medicina no convencional en términos de conceptos, investigación y práctica, las razones para la creciente popularidad de la medicina no convencional y las implicaciones de ésta para la medicina convencional, y el estado actual de la investigación en medicina no convencional. (enlace roto disponible en Internet Archive; véase el historial, la primera versión y la última).

### Banco Mundial
El Banco, actualmente opera un Programa sobre Conocimiento Indígena (IK), que se centra en el conocimiento indígena/tradicional en agricultura, sanidad, preparación de alimentos, educación, gestión de los recursos naturales y otras muchas áreas de preocupación para las comunidades, en las actividades de patrones de desarrollo. Para lograr esta meta se están utilizando distintas estrategias.

### Organización Mundial del Comercio (OMC)
El Consejo de la OMC para el Acuerdo sobre Aspectos de los Derechos de Propiedad Intelectual Relacionados con el Comercio (conocido comúnmente como “ADPICS") acordó el estado observador de la OMS sobre unas bases ad hoc. La OMS puede ahora controlar todos los temas relevantes de debate de la OMC que pudieran tener implicaciones en el sector sanitario. (Desde mayo de 1999 la OMS ha sido encomendada para supervisar y analizar las implicaciones de salud pública de los acuerdos comerciales sobre farmacéuticos). En el año 2000, la OMS y la OMC celebraron un taller de trabajo internacional sobre Precios Diferenciales y Financiación de Fármacos Esenciales.